# Skaw (Whalsay)

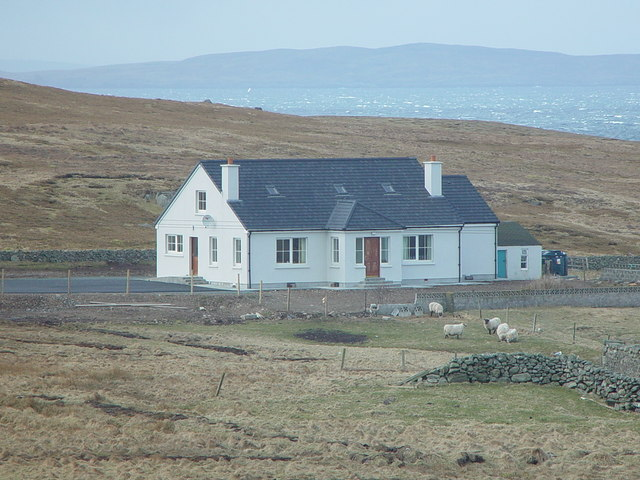
Haus in Skaw

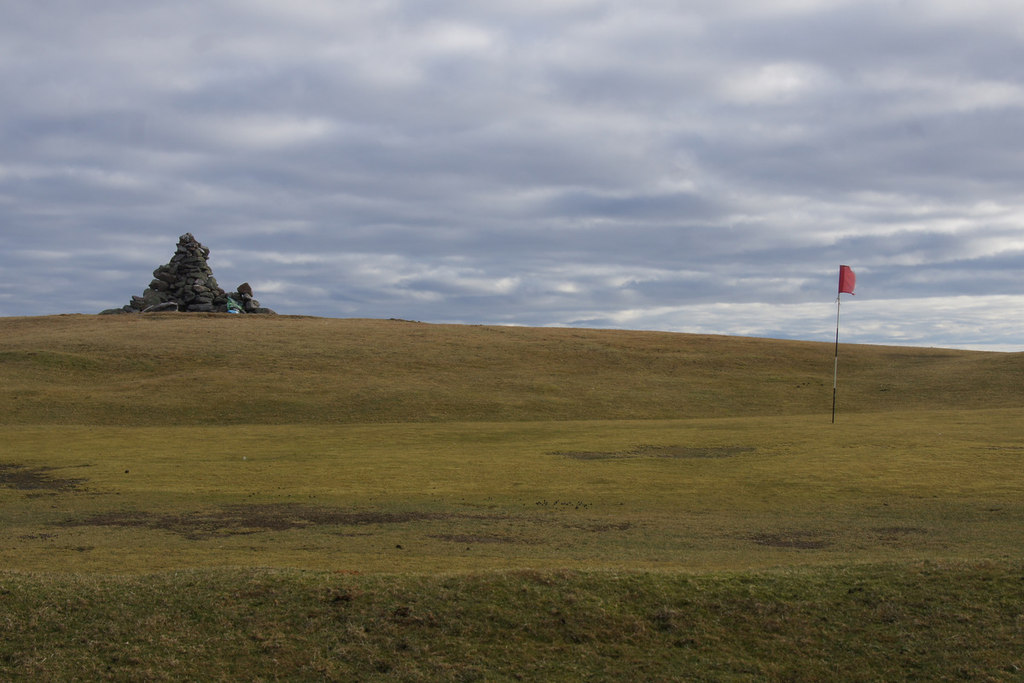
Ein Cairn auf dem Golfplatz von Skaw

Skaw ist eine Ortschaft, die im Nordosten der zu Schottland zählenden Shetlands liegt.

## Geographie
Das kleine Skaw liegt, etwas erhöht, im Bereich des nordöstlichen Teils der Insel Whalsay über der Bucht Skaw Voe im Westen. Nach Symbister sind es acht Kilometer im Südwesten, eine Ortschaft in der Nähe ist Vats-houll im Westen. Das nordöstliche Ende Whalsays bildet die Landspitze Skaw Taing. Zu den vorgelagerten Inseln gehören Outer Holm of Skaw im Norden, Nacka Skerry im Osten sowie Isbister Holm, Mooa und Nista im Südosten. Östlich von Skaw liegt auch ein Golfplatz.

## Historisches
Im Rahmen der historischen Gliederung Schottlands in Civil Parishes zählt Skaw zu Nesting.